# Iraqw jezik
Iraqw jezik (erokh, iraku, kiiraqw, mbulu, mbulung; ISO 639-3: irk), afrazijski jezik uže južnokušitske podskupine, kojim govori 462 000 ljudi (Johnstone and Mandryk 2001) u tzv. Happy Valleyu u tanzanijskoj regiji Manyara (distrikt Mbulu).
Dijalekt asa možda je poseban jezik. Piše se latinicom. Pripadnici etničke grupe Irakw bave se agrikulturom i lovom.

## Glasovi
45: p b b< t d d< k kW g gW q ts' tlF' f s s: S x xW H 99 m n N qW NW l hlF rr ? h i: I e: E 3 a u: U o: O a_: j w @)

## Vanjske poveznice
- Ethnologue (14th)
- Ethnologue (15th)